# Artedia squamata
Espèce
Artedia squamata est une espèce de plantes à fleurs annuelles de la famille des Apiaceae et du genre Artedia, originaire du Moyen-Orient.

## Taxonomie
L'espèce est décrite en premier par le naturaliste suédois Carl von Linné en 1753, dans son ouvrage fondateur de la nomenclature botanique moderne Species Plantarum, vol. 1, p. 242. Il la classe dans le genre Artedia sous le nom binominal Artedia squamata, genre qu'il dédie à son ami ichtyologue suédois Petrus Artedi.
Artedia squamata a pour synonymes :
- Ammi anethifolium Ledeb., 1844[2],[3]
- Ammi anethifolium Lam., 1783[2]
- Ammi meoides Pers., 1805[2]
- Daucus artedia Crantz, 1766[2],[3]
- Daucus meoides Pers., 1805[2]
- Tordylium arthedia (Crantz) Crantz, 1767[2],[3]
- Visnaga meoides Raf., 1838[2]

## Description

### Appareil végétatif
C'est une plante annuelle glabre, dressée, bien visible, d'une hauteur de 20 à 50 cm, avec de longues branches ascendantes. Les feuilles sont tripennées et décomposées à segments filiformes-sétacés ; les inférieures sont pétiolées, lancéolées-oblongues dans leur contour avec une gaine étroite et atténuée, généralement longues de 5–20 cm et larges de 1,5–4 cm ; les feuilles supérieures sont sessiles sur une gaine plus courte et plus large avec des marges et des bandes membraneuses blanchâtres, oblongues ou plus ou moins deltoïdes dans leur contour ; elles sont toutes tripennées en segments sétacés de 2,5–15 mm. Les pédoncules sont minces et mesurent entre 8 et 20 cm.

### Appareil reproducteur
Les inflorescences sont des ombelles blanches peu nombreuses, belles, se contractant quelque peu dans le fruit, les extrémités des rayons incurvées ; les pétales rayonnants sont très grands (8–12 mm), très profondément bilobés, les petits bas non rayonnants mesurant plus ou moins 2 mm de diamètre. Les ombelles partielles possèdent 12 à 30 fleurs, les fleurs dépassées par des bractéoles, qui sont similaires aux bractées involucrées, mais n'ont pas la large base veinée de blanc et ne sont pas réfléchies dans le fruit. Les rayons de l'ombelle sont entre 10 et 30, mesurant 5 à 20 mm de long, égalés par les 10 à 12 bractées de l'involucre bordées et veinées de blanc, qui sont divisées de façon pennée en segments sétacés et fortement réfléchies dans le fruit. Le centre de chaque ombelle contient une touffe pénicillée de poils noir-violet qui sont blanchâtres à l'extrémité.
Le fruit est ovale à plus ou moins rond, fortement comprimé dorsalement ; les méricarpes sont presque plats, l'arête primaire et les deux arêtes secondaires minces et filiformes ; les arêtes secondaires latérales explanées, formant des ailes qui sont divisées en cinq lobes spatulés, couleur paille, écailleux, qui se rétrécissent en dessous en une base étroite et cunéiforme et sont crénelés le long du bord extérieur. La commissure est large, avec une crête centrale proéminente d'où partent des rugosités transversales. Long de 9–13 mm et large de 8–12 mm, le fruit se tient au bout d'un pédicelle de 2–4 mm ; les styles sont courts, rigides, et divergents.

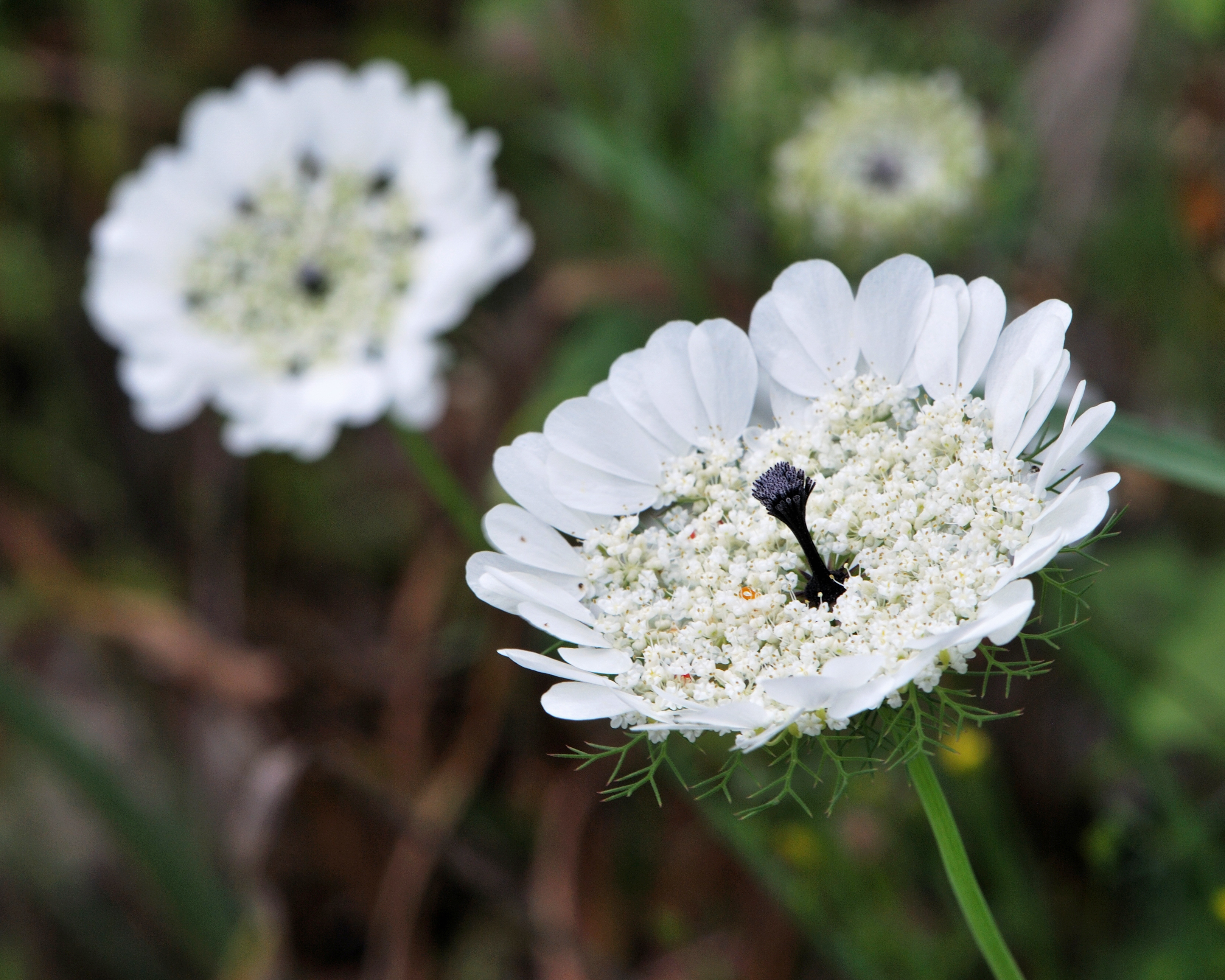
Ombelle de trois quarts, avec la touffe de poils noirs au milieu bien visible.
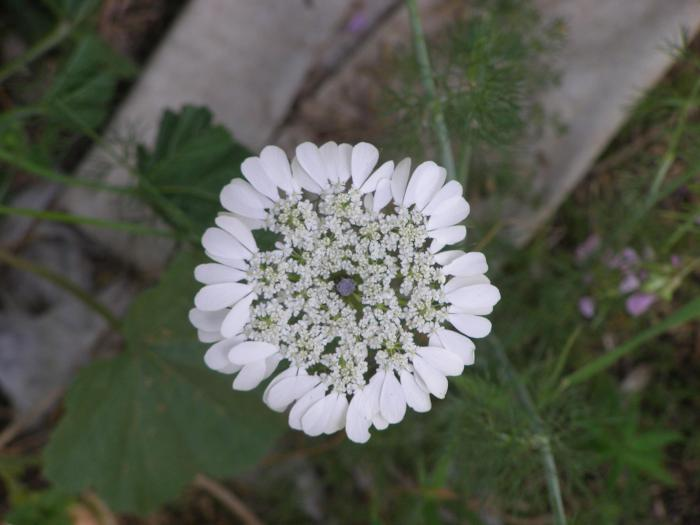
Ombelle de face.
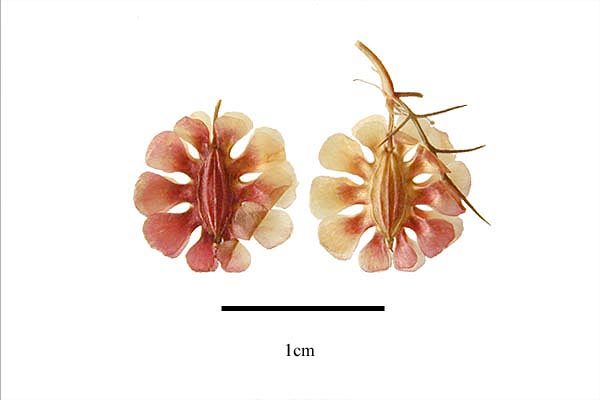
Fruits.
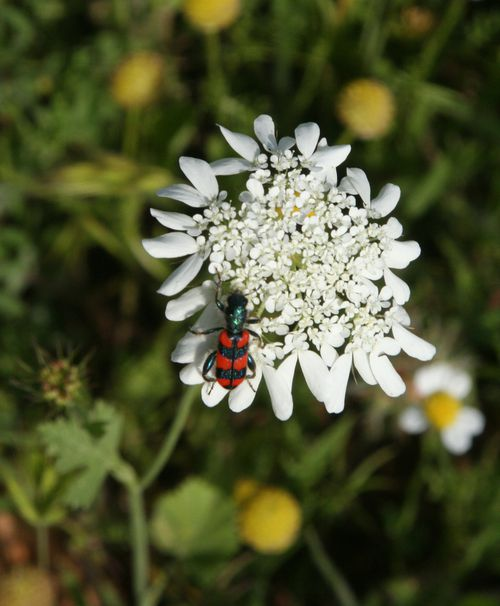
Ombelle visitée par un insecte.

## Habitat et écologie

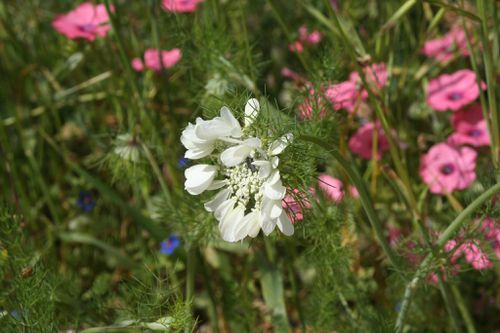
Artedia squamata dans une prairie.

Cette plante pousse sur les pentes montagneuses et les coteaux pierreux, au bord des ruisseaux dans les forêts de Noyers (Juglans), parmi les taillis de peupliers (Populus euphratica), dans les vallées entre des rochers calcaires, et dans les plaines steppiques ; d'une altitude de 150 à 1 500 m.

## Répartition
C'est une espèce endémique du Moyen-Orient. Plus précisément, elle est indigène à Chypre, en Iran, Iraq, Liban, en Syrie, Palestine, dans le Caucase et en Turquie.

## Composants et usages
Une étude sur les activités antioxydantes et inhibitrices d'enzymes de différents extraits de A. squamata montre que les extraits d'eau et de méthanol ont le contenu phénolique le plus élevé et la capacité de piégeage et de réduction des radicaux libres la plus forte. Sur la base des résultats de l'étude, A. squamata peut être considérée comme une source utile d'antioxydants naturels et d'inhibiteurs d'enzymes pour des applications alimentaires et pharmacologiques.